# Bernrain
Bernrain ist ein Wallfahrtsort und heute ein Quartier von Kreuzlingen im Kanton Thurgau in der Schweiz. Es liegt auf einer Anhöhe südlich von Emmishofen und hat einen Bahnhof an der Strecke Konstanz–Weinfelden (S 14).

## Geschichte
Bei Bernrain und vor allem beim Schlossbüel finden sich Spuren einer prähistorischen Siedlung und einer vermutlich mittelalterlichen Wehranlage.

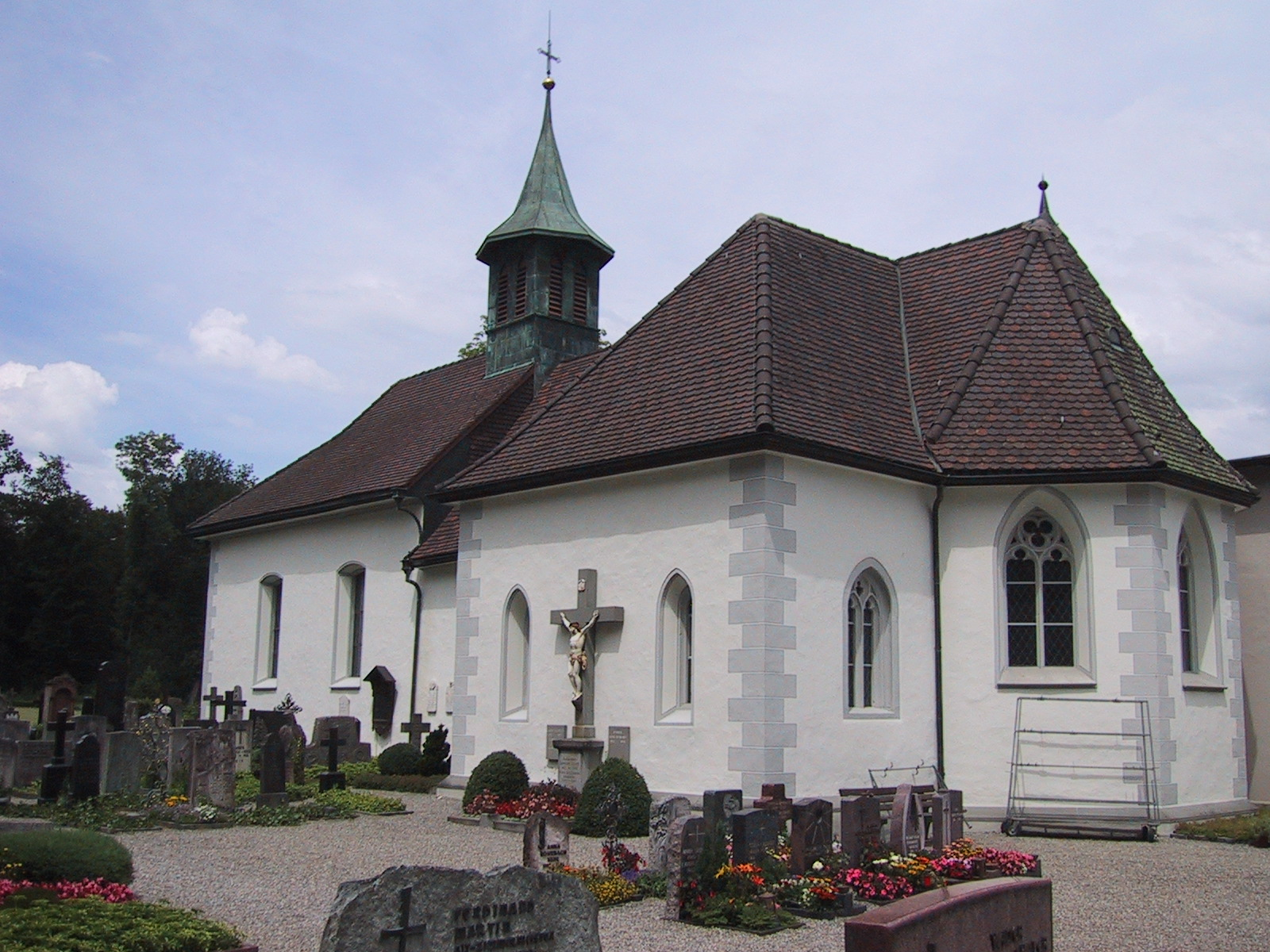
Kapelle Bernrain

Die um 1388 am Jakobsweg erbaute Kapelle, bis 1818 zur Konstanzer Pfarrei St. Stephan gehörend, wurde in Verbindung mit der Sage eines Kreuzesfrevels im 15. Jahrhundert zum Wallfahrtsort. 1460 erfolgte die Errichtung einer Kaplaneipfründe. Im Zuge der Reformation wurde um 1527 das «Wunderkreuz» entfernt. Nach der Rückkehr zum alten Glauben im Jahr 1548 entwickelte sich Bernrain zu einem Zentrum der Gegenreformation. 1647 wurde das aus dem 14. Jahrhundert stammende, im Frauenkloster St. Katharina in Litzelstetten bei Konstanz verwahrte Kreuz zurückgeführt. Nach der zweiten, erst auf starken Druck des Bischofs von Konstanz und des Deutschen Ordens im Jahr 1664 erfolgten Rückführung des während des Ersten Villmergerkriegs in Sicherheit gebrachten Kreuzes wurden Prozessionen und Gottesdienste wieder aufgenommen. 1831 bis 1903 war die Kapelle katholische Pfarrkirche von Emmishofen.
Auf Anregung von Johann Jakob Wehrli wurde in Bernrain 1843 eine Armenschule eröffnet. 1931 erfolgte die Gründung der Schokoladenfabrik Bernrain. Seit 1936 besteht in Bernrain ein jüdischer Friedhof.

## Sage zur Entstehung der Kapelle Heiligkreuz

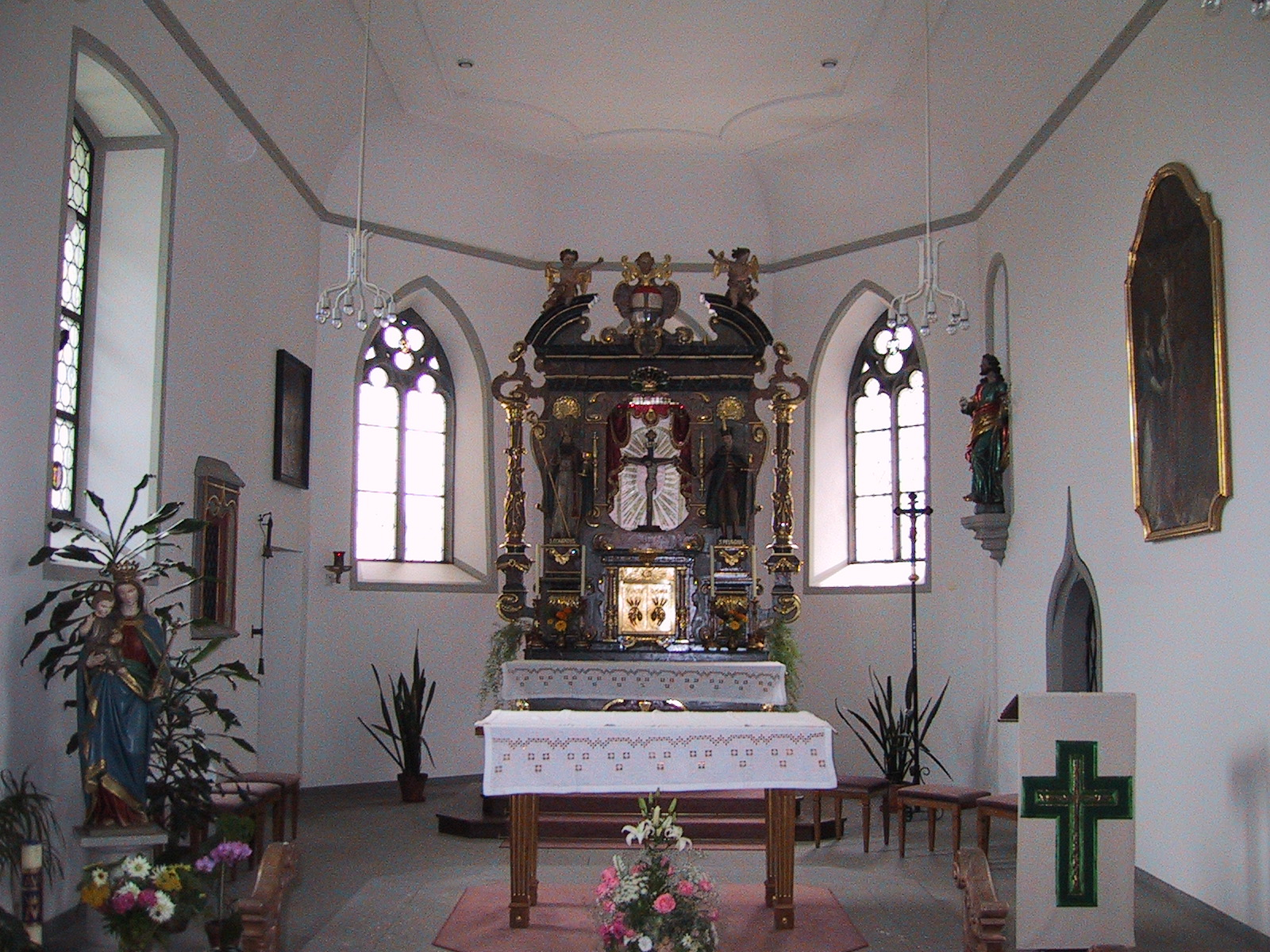
Innenraum der Kapelle Bernrain

Mit der Entstehung der Kapelle ist die folgende Sage verbunden:
So soll ein Konstanzer Knabe namens Schappeler 1384 zusammen mit Kameraden in den Wald nach Bernrain gegangen sein, wo ein altes Kreuz stand. Der übermütige Schappeler fasste den Gekreuzigten an die Nase und sagte: „Herrgott, lass dich schnäuzen, dann küss ich dich umso lieber“. Da blieb ihm die Hand an der Nase hängen. Erst seine Mutter konnte ihn befreien, als sie der Muttergottes sieben Wallfahrten nach Einsiedeln gelobt hatte.
An dieser Stelle liess der Konstanzer Johannes Kränzlin eine Kapelle errichten, die später zum Wallfahrtsort wurde. Alljährlich führte zweimal eine Prozession von St. Stephan in Konstanz nach Bernrain.